# Judicial Watch
Judicial Watch (que l'on peut traduire en français par « Surveillance judiciaire ») est une organisation américaine conservatrice destinée à la surveillance des activités du gouvernement américain. Fondé en 1994, l'organisme utilise principalement l'appareil judiciaire américain pour parvenir à ses fins. Le groupe s'est fait connaître du grand public après avoir lancé 18 actions en justice contre l'administration démocrate du président américain Bill Clinton et plusieurs autres personnalités de cette même administration. L'organisation est connue pour avoir attaqué des climatologues en justice et considéré que le réchauffement global n'était que de la « fraude scientifique ». Elle est régulièrement la source d'affirmations inexactes qui sont reprises par des organes de presse conservateurs. Le président Donald Trump a ainsi repris de fausses allégations de fraude électorale faites par Judicial Watch. Toutes ces allégations ont été rejetées devant les tribunaux.

## Description
L'organisme a reçu de nombreux fonds de la part de critiques de l'administration Clinton, incluant 7,74 millions de dollars du milliardaire Richard Scaife. Ce qui a amené des cadres de l'administration Clinton à accuser le groupe d'« exploiter au delà du raisonnable le système judiciaire à des fins partisanes ».
Judicial Watch est la première organisation à dénoncer le scandale des collectes de fonds illégales opérées par John Huang (en), en relation avec l'affaire des campagnes de financements américaines de 1996 (aussi connu sous le nom de Chinagate). 
Plus récemment, Judicial Watch a poursuivi en justice l'administration Bush afin d'avoir accès aux procès-verbaux de la Energy Task Force dirigée par le vice-président des États-Unis Dick Cheney. Elle a également intenté une action en justice contre le Secret Service pour demander la publication des registres détaillant les visites du lobbyiste controversé Jack Abramoff (en) à la Maison-Blanche.